# Galina Jeniuchina
Galina Jurjewna Jeniuchina (ros. Галина Юрьевна Енюхина, ur. 1 października 1959 w Krasnojarsku) – rosyjska kolarka torowa, trzykrotna medalistka mistrzostw świata.

## Kariera
Pierwszy sukces Galina Jeniuchina osiągnęła w 1989 roku, kiedy na mistrzostwach świata w Lyonie zdobyła srebrny medal w sprincie indywidualnym, ulegając jedynie Erice Salumäe, również reprezentantce ZSRR. W tej samej konkurencji Jeniuchina zajęła piątą pozycję podczas igrzysk olimpijskich w Barcelonie w 1992 roku. Był to jej pierwszy i zarazem jedyny start olimpijski. Na mistrzostwach świata w Palermo w 1994 roku osiągnęła swój największy sukces - w sprincie indywidualnym zwyciężyła, wyprzedzając Francuzkę Félicię Ballanger oraz inną Rosjankę Oksanę Griszyną. Na rozgrywanych rok później mistrzostwach świata w Bogocie wywalczyła srebrny medal w wyścigu na 500 m, przegrywając tylko z Ballanger i bezpośrednio wyprzedzając Michelle Ferris z Australii. W 1998 roku zajęła trzecie miejsce w sprinterskich zawodach Pucharu Świata rozgrywanych w kolumbijskim Cali.